# Simias concolor
Simias concolor (Кирпач або Сімакобу) — монотиповий вид приматів з родини Мавпові (Cercopithecidae). На Ментавайських островах відомий як Сімакобу. Родова назва походить від грец. σιμός — «кирпатоносий»; видова назва від лат. concolor — «одноколірний».

## Опис
Довжина тіла від 490 до 550 мм у самців і від 46 до 55 см у самиць. Довжина хвоста від 14 до 15 см. Середня вага становить близько 8,7 кг для самців і 7,1 кг для самиць. Існує дві форми забарвлення: темно-сіра (більш поширена) й вершково-бура (кожен четвертий індивідуум). Кінцівки мають однакову довжину, а хвіст досить короткий, порівняно з іншими видами приматів у підродині Colobinae. Дорослі мають чорні обличчя і невеликі кирпаті носи. Хвіст цього виду не тільки короткий, а й голий, за винятком невеликої кількості волосся на кінці хвоста.

## Поширення
Проживає на островах біля західного узбережжя Суматри, Індонезія. Зустрічається в заболочених лісах і низинних тропічних лісах а також первинних лісах на схилах внутрішніх областей островів.

## Стиль життя
Денний, напів-земний і в першу чергу листоїдний. Є два різних типи груп, сімейні і групи одних самців; Найбільш поширений тип груп є сімейна група одного самця і до 4 самиць. Цей вид харчується листям, фруктами і ягодами.
Існує мало даних, але вважається, що один малюк народжується десь у червні чи липні.
Сезон дітонароджень з червня по липень.

## Загрози та охорона
Цей вид знаходиться під загрозою, головним чином, від полювання і комерційних лісозаготівель. Цей вид занесений в Додаток I СІТЕС і охороняються індонезійським законодавством. Зареєстрований лише в одній охоронній зоні — Національний Парк Сіберут.